# Charles E. Hooker

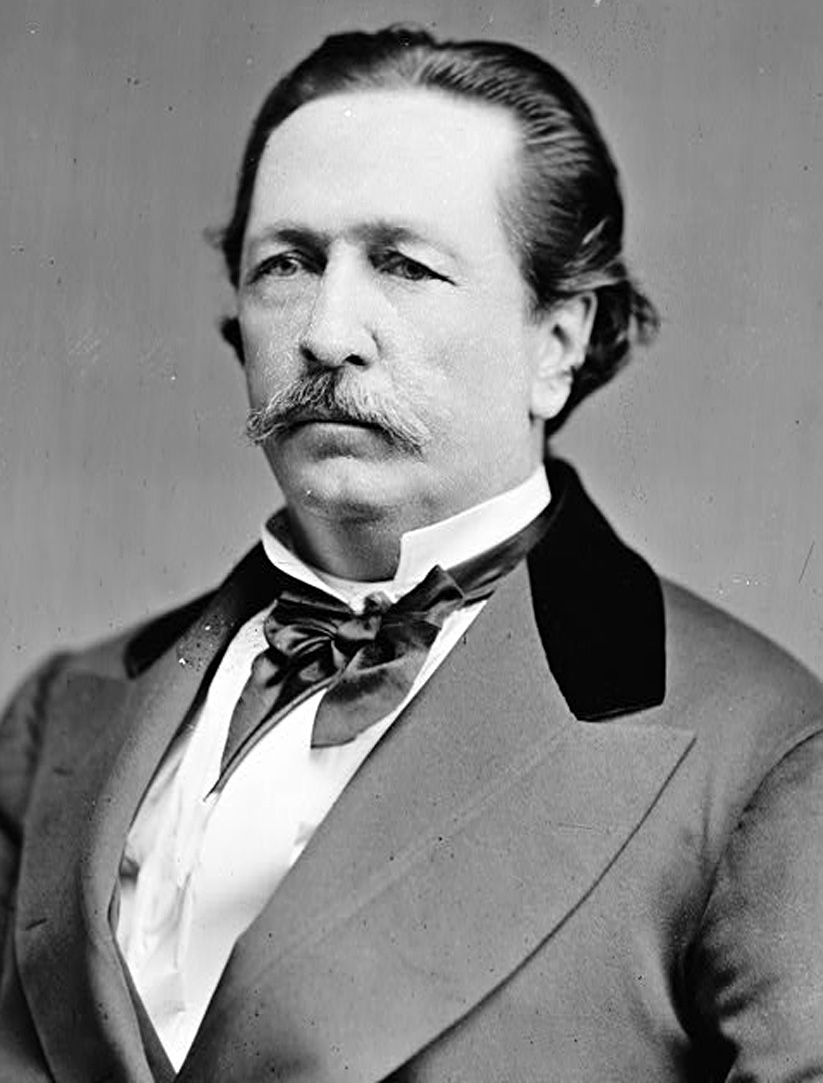
Charles E. Hooker

Charles Edward Hooker  (* 9. April 1825 in Union, Union County, South Carolina; † 8. Januar 1914 in Jackson, Mississippi) war ein US-amerikanischer Politiker. Zwischen 1875 und 1903 vertrat er mehrfach den Bundesstaat Mississippi im US-Repräsentantenhaus.

## Werdegang
Charles Hooker wuchs im Laurens District in South Carolina auf, wo er auch die öffentlichen Schulen besuchte. Danach studierte er bis 1846 an der juristischen Fakultät der Harvard University Jura. Nach seiner im Jahr 1848 erfolgten Zulassung als Rechtsanwalt begann er in Jackson in Mississippi in seinem neuen Beruf zu praktizieren. Zwischen 1850 und 1854 war er Bezirksstaatsanwalt im River District. 1859 wurde er Abgeordneter im Repräsentantenhaus von Mississippi. Während des Bürgerkrieges stieg er in der Armee der Konföderierten Staaten bis zum Colonel auf.
Im Jahr 1865 wurde er zum Attorney General von Mississippi gewählt, aber gleich wieder von der Militärverwaltung der Unionsarmee abgesetzt. 1868 wurde er dann erneut in dieses Amt gewählt. Zwischenzeitlich arbeitete er als Rechtsanwalt. Bei den Kongresswahlen des Jahres 1874 wurde Hooker als Kandidat der Demokratischen Partei im fünften Distrikt von Mississippi in das US-Repräsentantenhaus in Washington gewählt. Dort trat er am 4. März 1875 die Nachfolge des Republikaners George C. McKee an. Nach drei Wiederwahlen konnte er bis zum 3. März 1883 im Kongress verbleiben.
1884 war Hooker Delegierter zur Democratic National Convention in Chicago, auf der Grover Cleveland als Präsidentschaftskandidat der Partei nominiert wurde. Bei den Kongresswahlen des Jahres 1886 kandidierte Hooker im sechsten Wahlbezirk und wurde als Nachfolger von Ethelbert Barksdale erneut in das US-Repräsentantenhaus gewählt. Auch in diesem Wahlbezirk wurde er dreimal bestätigt, so dass er zwischen dem 4. März 1887 und dem 3. März 1895 vier weitere zusammenhängende Legislaturperioden im Kongress absolvieren konnte. Im Jahr 1900 kandidierte er nochmals erfolgreich im sechsten Wahlbezirk. Damit konnte er vom 4. März 1901 bis zum 3. März 1903 eine weitere, seine insgesamt neunte, Legislaturperiode im Kongress verbringen.
Nach dem Ende seiner letzten Amtszeit widmete er sich wieder seiner Tätigkeit als Anwalt in Jackson. Dort ist er im Januar 1914 auch verstorben.